# Еклська слойка

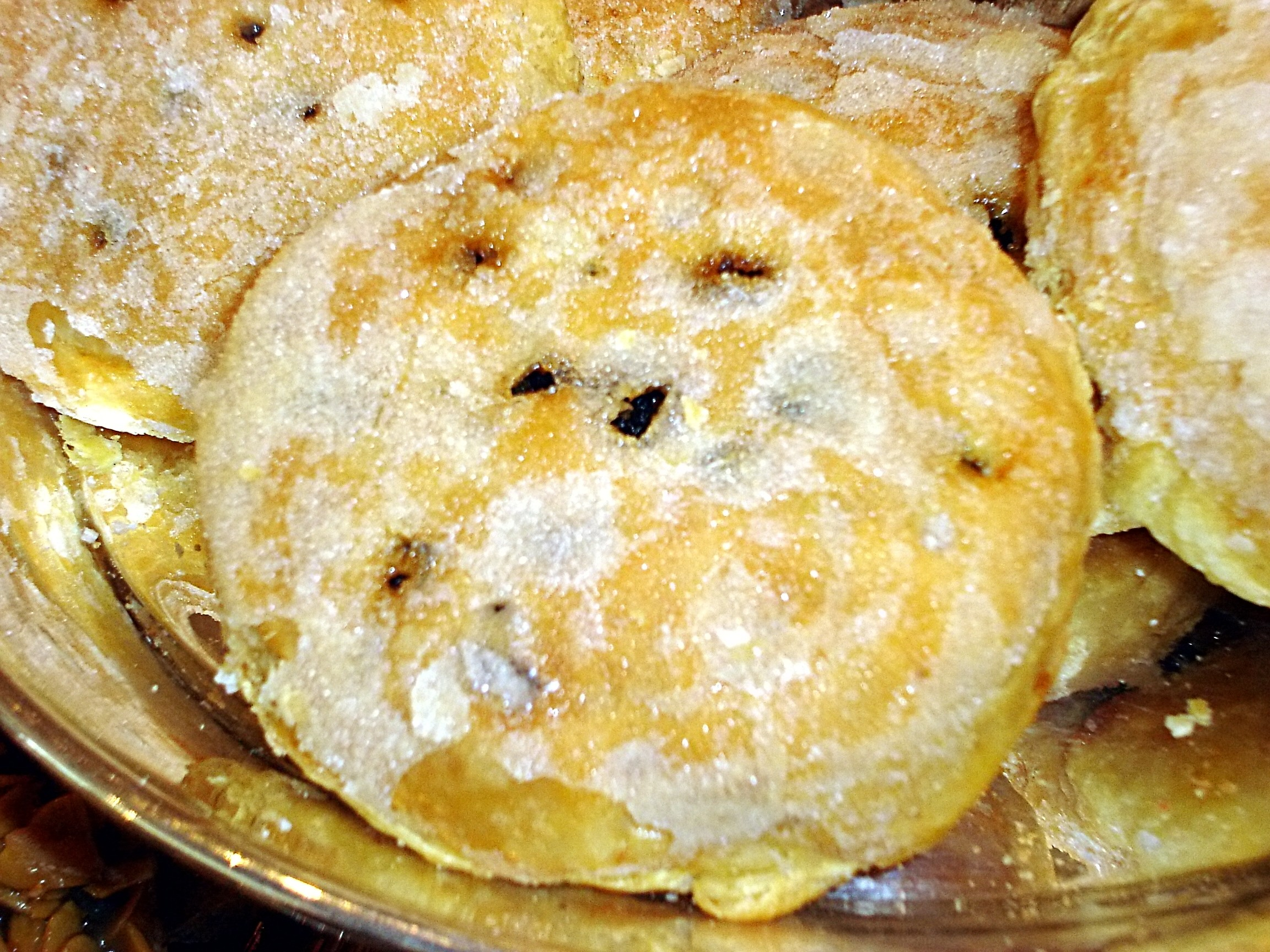
Свіжоспечена еклська слойка

Еклська слойка (англ. Eccles cake) — невелика кругла булочка з начинкою із родзинок, яку роблять з листкового тіста з маслом і посипають зверху нерафінованим цукром.

## Назва та походження
Еклські слойки названі на честь англійського міста Екклс, що нині входить до складу боро Сіті-оф-Солфорд у графстві Великий Манчестер. Невідомо, хто винайшов їх рецепт, але вважають, що Джеймс Берч був першою людиною, яка почала продавати слойки на комерційній основі. Він торгував  ними у своєму магазині на перехресті Вікерідж-роуд та Сент-Мері-роуд (зараз Черч-стріт) з 1793 року.
Через те, що в них є дрібні темні родзинки, еклським слойкам часто дають жартівливі назви, наприклад, «слойки з мухами», «мушині слойки», «мушині пироги» і навіть «цвинтар мух».